# Volodymyrivka (Raión de Bolhrad)
Volodymyirivka  (ucraniano: Володимирівка) es un pueblo del Raión de Bolhrad en el Óblast de Odesa de Ucrania. Según el censo de 2001, tiene una población de 252 habitantes.